# Vauquelinia corymbosa
Vauquelinia corymbosa är en rosväxtart. Vauquelinia corymbosa ingår i släktet Vauquelinia och familjen rosväxter.

## Underarter
Arten delas in i följande underarter:
- V. c. angustifolia
- V. c. corymbosa
- V. c. heterodon
- V. c. karwinskyi
- V. c. latifolia
- V. c. saltilloensis